# Свободова, Алена
Алена Свободова (чеш. Alena Svobodová; род. 19 июля 1957, Прага) — чехословацкая гребная рулевая, выступавшая за сборную Чехословакии по академической гребле в 1970-х годах. Победительница и призёрка первенств национального значения, участница летних Олимпийских игр в Монреале.

## Биография
Алена Свободова родилась 19 июля 1957 года в Праге.
Заявила о себе в академической гребле на международном уровне в сезоне 1976 года, когда в качестве рулевой вошла в состав чехословацкой национальной сборной и благодаря череде удачных выступлений удостоилась права защищать честь страны на летних Олимпийских играх 1976 года в Монреале, где впервые была представлена программа женской академической гребли. Будучи рулевой в составе парного экипажа-четвёрки, куда также вошли гребчихи Мари Бартакова, Анна Марешова, Ярмила Паткова и Гана Кавкова, финишировала на предварительном квалификационном этапе третьей, но через дополнительный отборочный заезд всё же прошла в главный финал А, где в конечном счёте показала пятый результат.
После монреальской Олимпиады Свободова ещё в течение некоторого времени оставалась действующей спортсменкой и продолжала принимать участие в крупнейших международных регатах. Так, в 1979 году она отметилась выступлением на чемпионате мира в Бледе, где в программе распашных четвёрок заняла итоговое 11-е место.